# Qualificazioni al campionato mondiale di calcio 2010 - CAF - Seconda fase, gruppo 9

## Classifica
| Paese        | P.ti | G | V | P | S | GF | GS | DR  |
| ------------ | ---- | - | - | - | - | -- | -- | --- |
| Burkina Faso | 16   | 6 | 5 | 1 | 0 | 14 | 5  | +9  |
| Tunisia      | 13   | 6 | 4 | 1 | 1 | 11 | 3  | +8  |
| Burundi      | 6    | 6 | 2 | 0 | 4 | 5  | 9  | -4  |
| Seychelles   | 0    | 6 | 0 | 0 | 6 | 4  | 17 | -13 |

- Il  Burkina Faso e la  Tunisia passano alla fase finale.

## Risultati

### Primo turno
| Arbitro: | Emmanuel Imiere |

|               |           |  |
| Ndikumana 81’ | Marcatori |  |

| Arbitro: | Jamel Ambaya |

|            |           |              |
| Belaid 38’ | Marcatori | 85’ 87’ Kone |

### Secondo turno
| Arbitro: | Justino Faduco |

|  |           |                        |
|  | Marcatori | 9’ Jemâa 43’ Ben Saada |

| Arbitro: | Gil Ndume |

|                              |           |  |
| Dagano 23’ (rig.) 44’ (rig.) | Marcatori |  |

### Terzo turno
| Arbitro: | Rajindraparsad Seechurn |

|                          |           |                    |
| Zialor 47’ Annacoura 53’ | Marcatori | 25’ 57’ 78’ Dagano |

| Arbitro: | Jérôme Damon |

|  |           |           |
|  | Marcatori | 70’ Jaïdi |

### Quarto turno
| Arbitro: | Yasser Abd El Raaof Younis |

|                               |           |                 |
| Ben Saada 21’ (rig) Jemâa 44’ | Marcatori | 45’ Mbazumutima |

| Arbitro: | Joseph Lamptey |

|                                           |           |             |
| Kaboré 21’ Kere 28’ Ouattara 54’ Konè 89’ | Marcatori | 44’ St Ange |

### Quinto turno
| Arbitro: | Kokou Djaoupe |

|            |           |                               |
| Zialor 63’ | Marcatori | 28’ Mabazumutima 58’ Nahimana |

| Ouagadougou 6 settembre 2008, ore 18:00 | Burkina Faso      | 0 – 0 referto | Tunisia | Stade du 4 aout (10:000 spett.)\| Arbitro: \| Mathews Katjimune \| |
| Arbitro:                                | Mathews Katjimune |               |         |                                                                    |

### Sesto turno
| Arbitro: | Badara Diatta |

|                                                      |           |  |
| Essifi 5’ 68’ Mikari 18’ Frej 20’ Ben Khalfallah 43’ | Marcatori |  |

| Arbitro: | Muhmed Ssegonga |

|                     |           |                          |
| Nahimana 43’ (rig.) | Marcatori | 15’ Bancé 60’ 80’ Dagano |